# Bisbat de Sant Feliu de Llobregat

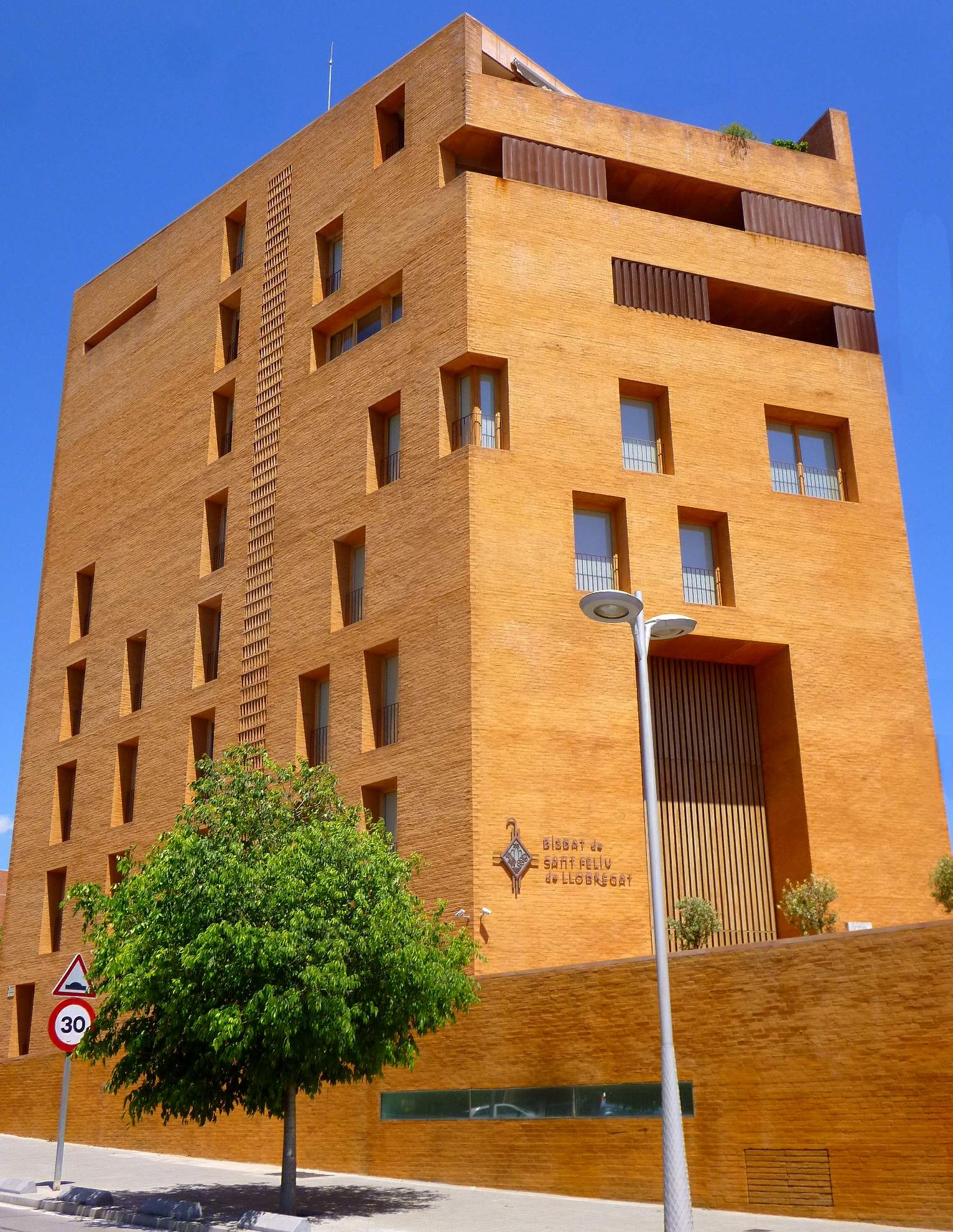
Casa de l'Església, seu del Bisbat de Sant Feliu de Llobregat

El bisbat de Sant Feliu de Llobregat és una de les dues noves diòcesis catalanes creades el 2004 com a segregació de l'arquebisbat de Barcelona. Forma part, juntament amb el bisbat de Terrassa i l'arquebisbat de Barcelona, de la Província Metropolitana de Barcelona.

## Història
El 15 de juny de l'any 2004 una butlla del papa Joan Pau II decretava l'escissió de 9 arxiprestats de l'Arxidiòcesi de Barcelona (el Prat de Llobregat, Sant Boi de Llobregat, Sant Feliu de Llobregat, Sant Vicenç dels Horts, Montserrat, Garraf, Vilafranca del Penedès, Anoia i Piera-Capellades) per a crear la nova diòcesi, amb seu en aquesta ciutat i que comprèn el territori de les comarques del Garraf i el Penedès, així com bona part del Baix Llobregat i poblacions de l'Anoia i del Vallès Occidental. Com a primer bisbe de la nova diòcesi va ser nomenat monsenyor Agustí Cortés Soriano, que va iniciar el seu ministeri episcopal el 12 de setembre de 2004.
En el primer any i mig es van anar creant els diversos organismes, delegacions i serveis diocesans per atendre les diferents necessitats. Com a catedral s'ha adoptat sense modificacions la que fins ara era l'església parroquial de Sant Llorenç a Sant Feliu de Llobregat.
El 6 de maig de 2007 va ser un dia solemne per la proclamació del patronatge diocesà de la Mare de Déu de Montserrat. En el context d'aquesta celebració es van presentar també les conclusions dels treballs realitzats entorn el primer objectiu pastoral “Pertinença i corresponsabilitat diocesana”.
El 23 d'octubre de 2010 es va inaugurar la “Casa de l'Església”, al Carrer d'Armenteres 35 de Sant Feliu de Llobregat. La nova seu del bisbat vol ser lloc de trobada i de serveis i eina de suport per a comunitats i parròquies, grups i moviments, on es desenvolupa la vida concreta dels cristians.
El 16 de març de 2013 va tenir lloc l'acte formal de Constitució de Càritas Diocesana de Sant Feliu de Llobregat, segons el decret d'erecció de Càritas Diocesana, signat pel bisbe Agustí el dia anterior.
El 17 de maig de 2015, durant la celebració de cloenda del 10è aniversari diocesà a Montserrat, es van donar a conèixer els tres eixos que articulen el Pla Pastoral que guia la vida de la diòcesi de Sant Feliu de Llobregat fins al 2018: una crida a l'autenticitat de vida, a l'evangelització i a la renovació de les estructures.
El 8 d'octubre del 2024 fou nomenat nou bisbe de la diocesi el dominic Xabier Gómez García.

## Vicaries[3]

### Vicaria General
El vicari general del bisbat de Sant Feliu de Llobregat és Mn. Josep Maria Domingo Ferrerons.

### Vicaria del Llobregat
El Vicari episcopal és Mn. Joan Peñafiel i té aquests arxiprestats:
- Bruguers

Arxiprest: Mn. Xavier Ribas Matamoros.
Conté 13 parròquies.
- Sant Boi de Llobregat

Arxiprest: Mn. Pere Rovira Oliveros.
Conté 8 parròquies.
- Sant Feliu de Llobregat

Arxiprest: Mn. Xavier Armengol Siscares 
Conté 10 parròquies.
- Sant Vicenç dels Horts

Arxiprest: Mn. Antoni Roca Roig.
Conté 10 parròquies.
- Montserrat

Arxiprest: Mn. Ramon Maria Bosch Vendrell.
Conté 17 parròquies.

### Vicaria del Penedès-Anoia-Garraf
El Vicari episcopal és Mn. Xavier Aymerich i Miñarro i té aquests arxiprestats:
- Garraf

Arxiprest: Mn. Agustí Pañella Baró 
Conté 12 parròquies.
- Vilafranca del Penedès

Arxiprest: Mn. Joan Ramon Bullit Guasch.
Conté 30 parròquies.
- Anoia

Arxiprest: Mn. Carles Catasús i Pallerola.
Conté 11 parròquies.
- Piera-Capellades

Arxiprest: Mn. Josep Lluís Aguilar Campdepadrós 
Conté 12 parròquies.

## Estadístiques
(dades a 31-12-2016)
- Superfície: 1.610,7 km²
- Població: 1.006.904 habitantes (Dades INE 2016)
- Municipis: 77
- Comarques: Baix Llobregat (quasi tot), Alt Penedès, Garraf i algunes poblacions del Vallès Occidental, Bages, Anoia
- Arxiprestats: 9
- Parròquies: 123
- Sacerdots diocesans: 89
- Sacerdots extradiocesans: 14
- Diaques permanents diocesans: 19
- Diaques permanents extradiocesans: 1
- Congregacions religioses masc. : 11
- Congregacions religioses fem. : 26